# Луганська державна академія культури і мистецтв
Луга́нська держа́вна акаде́мія культу́ри і мисте́цтв — тимчасово переміщений заклад вищої освіти, що діяв у Луганську до 2014 року.

## Історія
Заснована 8 квітня 2002 року згідно рішення Кабінету Міністрів України, як «Луганський державний інститут культури і мистецтв». 
2 квітня 2012 року, згідно розпорядження Кабінету Міністрів України, навчальний заклад перейменовано на «Луганську державну академію культури і мистецтв». Заклад розташовувався за адресою: м. Луганськ, Красна площа, 7.
До 2014 року при Академії діяли три підрозділи — Дитяча академія мистецтв, Коледж та власне Академія. Академія нараховувала три факультети — культури, музичного мистецтва та образотворчого мистецтва.
2014 року, після тимчасової окупації Луганська бандформуваннями ЛНР, згідно з наказом Міністерства культури України № 966 від 10 листопада 2014 року, навчальний заклад було передислоковано до Києва. Студенти академії, які виявили бажання продовжувати навчання в освітній системі України, продовжували навчання на матеріально-технічній та навчально-виробничій базі Київського національного університету культури і мистецтв. Національний університет біоресурсів та природокористування надав гуртожиток для студентів Академії.

### Коледж
У 2011 році згідно наказу Міністерства культури України від 25.06.2011 № 480/0/16–11, до складу ЛДАКМ було приєднано Луганський обласний коледж культури і мистецтв. 
2014 року, в результаті тимчасової окупації Луганська терористами "ЛНР", коледж було переведено до  м. Кремінної, де він відновив свою діяльність на базі санаторію «Мрія». Коледж проводить навчання за спеціалізаціями - образотворче мистецтво, акторське мистецтво, хореографія, бібліотечна справа і менеджмент.

## Рейтинги та репутація
У жовтні 2024 року, Державна служба якості освіти, як центральний орган виконавчої влади України, що реалізує державну політику у сфері освіти, зокрема з питань забезпечення якості освіти, оприлюднив оновлений рейтинг закладів вищої освіти України, які мають середній ступінь ризику. До переліку закладів вищої освіти з середнім ступенем ризику увійшла, зокрема, й Луганська державна академія культури і мистецтв .